# Xenocretosuchus
Xenocretosuchus is een geslacht van zoogdierachtige reptielen behorende tot de orde der Therapsida. Zijn naam betekent 'vreemdeling krokodil', xenos betekent 'vreemdeling', suchus is 'krokodil'. Deze naam zou niet goed zijn omdat het hier waarschijnlijk geen krokodil betreft.

## Classificatie
Xenocretosuchus is ingedeeld bij Tritylodontidae op basis van de twee dwarse rijen knobbels op de tanden. De buccale en labiale knobbels op de bovenste tanden van het dier vormen longitudinale kammen. Het geslacht Yunnanodon uit het Jura kent ook deze kenmerken, zij het in mindere mate. Tot de groep van de Tritylodonten behoren ook de geslachten Oligokyphus en Bienotherium.
Xenocretosuchus was, als het inderdaad een cynodont was, de jongste soort. Mocht het geen cynodont zijn, dan was Bienotheroides het jongste lid van de Cynodontia.
Als het een therapside is was het misschien zelfs niet de jongst bekende soort. In Queensland is een schedel van een mogelijke dicynodont gevonden. Dicynodonten waren grote, plantenetende beesten die tot dezelfde orde als Xenocretosuchus behoorden. De schedel dateert van iets jongere lagen dan die van Xenocretosuchus. Er is echter zelfs een wervel gevonden die vijfenvijftig miljoen jaar oud is en therapside trekjes vertoont. Dit zou betekenen dat de therapsiden de dinosauriërs hebben overleefd. De wervel is gevonden in Alberta en is Chronoperates genoemd. Men weet niet precies om wat voor soort therapside het hier gaat. Het is ook in dit geval niet uitgesloten dat het hier een zoogdier betreft.

## Ecologie
Het leefde in het Vroeg-Krijt in Rusland naast Psittacosaurus, troodontiden, dromaeosauriden, sauropoden en andere dinosauriërs, krokodillen zoals de primitieve Kyasuchus en Tagarosuchus, schildpadden als Kirgizemys, hagedissen, paleoniscide vissen en het triconodonte zoogdiertje Gobiconodon.